# Ležící odaliska
Ležící odaliska (anglicky: Reclining Odalisque) je černobílá fotografie pořízená anglickým fotografem Rogerem Fentonem v roce 1858. Jde o inscenovanou fotografii, která je součástí série, kterou umělec věnoval vytvořením exotických scén inspirované Středním východem. Gordon Baldwin je považoval za „jeden z nejlepších orientalistických snímků, který překračuje hranice žánru a vytváří dojemný a zranitelný portrét ženy“.

## Historie a popis
Fenton vytvořil v létě 1858 kolem 50 fotografií inspirovaných exotikou Blízkého východu a orientalistickým uměleckým hnutím. Všechny tyto fotografie byly inscenovány v jeho ateliéru v Londýně. Fenton se inspiroval zobrazením odalisek a scén z harémů z Osmanské říše a islámského světa, jak je vidět na obrazech umělců jako Jean-Auguste-Dominique Ingrese nebo Eugèna Delacroix a také možná na snímcích, které nedávno pořídil francouzský průkopnický fotograf Félix-Jacques Moulin na své cestě do Alžírska v roce 1856 kvůli inscenovaným snímkům, jako je tento. Jiní fotografové té doby, inspirovaní také orientalismem, zaujali podobný přístup jako Fenton.
Modelka v tmavém prostředí zobrazuje odalisku, která leží na několika polštářích položených na orientálních kobercích. Je oblečená v exotickém stylu inspirovaném Tureckem, má na sobě rozepnutou halenku, která umožňuje pohled na jedno z jejích ňader, a kalhoty ve stylu harému, zatímco je bosa. Nosí korunu ze zlatých mincí a drží blízkovýchodní druh pohárového bubnu jménem darabukke. Její pohled působí melancholicky. Web Metropolitan Museum of Art uvádí, že „Odaliska tam prostě je, vize plovoucí v temnotě: nádherné ztělesnění viktoriánské fascinace exotikou a erotikou.“
Gordon Baldwin srovnává tento obrázek s podobným zobrazením od Moulina, pořízeným v Alžírsku, pravděpodobně v roce 1856: „Ačkoli Fentonova modelka je také bosá, je malátně natažená sama na pohovce, jednu paži líně přehozenou přes buben, druhou podél gauč. Buben, darabukke, který spočívá na jejím klíně, je stěží překážkou, ale významný sexuální obsah zde spočívá jinde, v blůze, která se částečně odkrývá na prsou, a ve snové zranitelnosti její tváře, která se přitažlivě obrátila k divákovi, který přerušil její snění."

## Veřejné sbírky
Jediný známý tisk fotografie je v Metropolitním muzeu umění v New Yorku. Byl zakoupen v Christie’s v roce 1978 za 5 400 liber.